# 缟玛瑙
缟玛瑙（Onyx）是隐晶质石英的一种，指一种呈现平直排列带状条纹纹路的石髓。缟玛瑙拥有不同颜色的色层，常用作浮雕，也因其透光性用于高档室内设计材料。作为室内设计材料的半透明缟玛瑙通常会经过高度抛光，使之更为半透明，有白色、茶色、褐色等。用作浮雕的缟玛瑙常为淡色或白色，用以雕刻，其底色往往染作黑色，造成反差。其英文Onyx如今也表示纯黑色的黑玛瑙，多用作饰品，颇显稳重。而红缟玛瑙（Sardonyx）是一种肉红色的品种，在古罗马时代十分宝贵，被用作印章。

## 历史
古希腊以及古罗马流行使用缟玛瑙。在米诺斯文明的克里特艺术中也有用到红缟玛瑙，特别是在克诺索斯的考古发现中。
在古埃及，早在第二王朝，缟玛瑙就已用来制作碗与其它陶器了。
在基督教圣经中也有缟玛瑙的记载，比如在创世纪中哈腓拉的产物、历代志中大卫王用来镶嵌圣殿的宝石，以及启示录中新耶路撒冷城墙根基的装饰等。

## 圖集

缟玛瑙
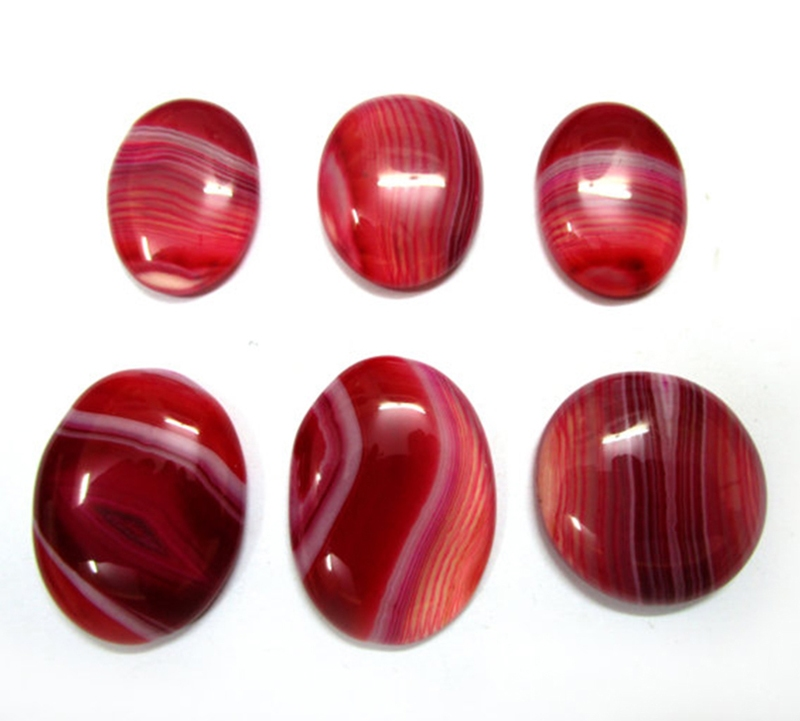
手工艺
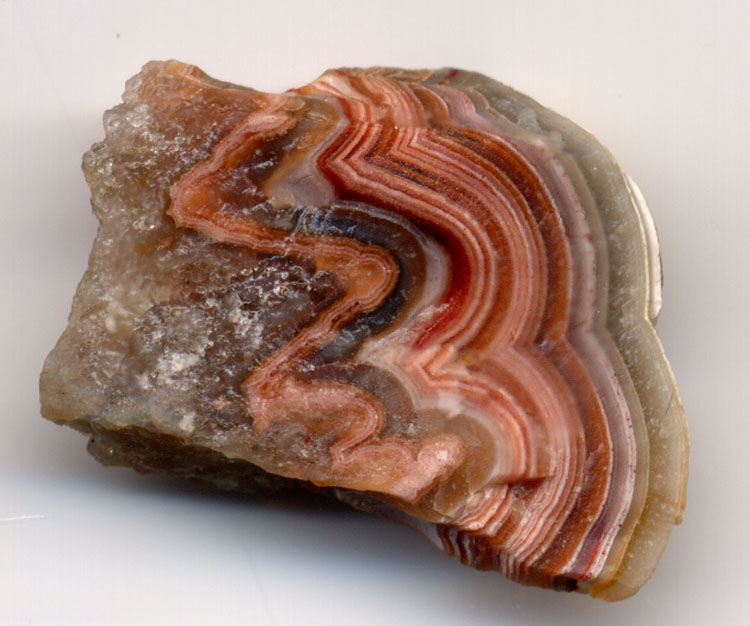
红缟玛瑙，宽约2.5厘米
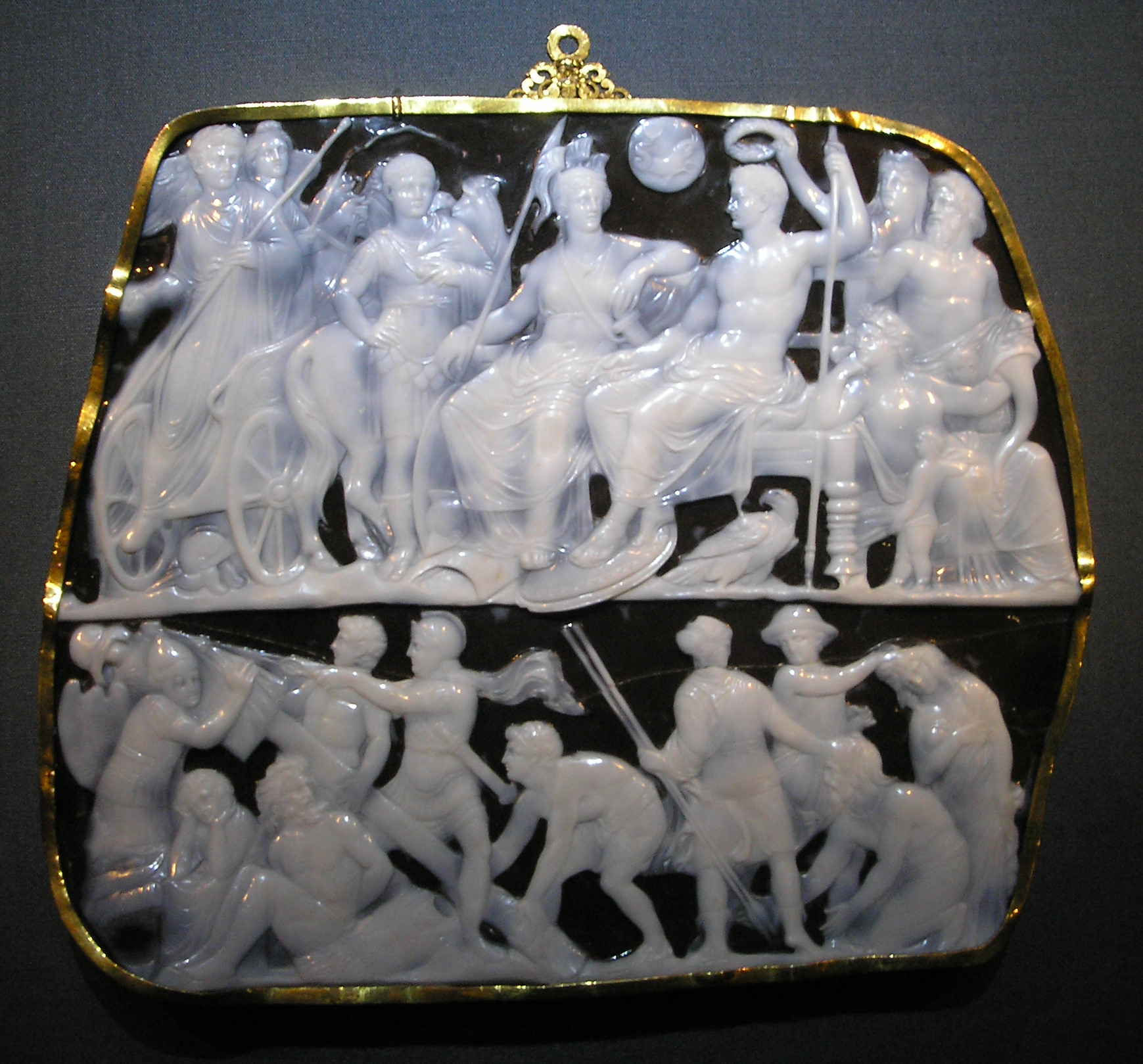
古罗马宝石浮雕Gemma Augustea，公元9-12年，使用双层缟玛瑙，大小约19×23厘米。